# Skottlandsögontröst
Skottlandsögontröst (Euphrasia scottica) är en snyltrotsväxtart som beskrevs av Richard von Wettstein. Skottlandsögontröst ingår i släktet ögontröster, och familjen snyltrotsväxter. Inga underarter finns listade i Catalogue of Life.